# (38030) 1998 QG33
1998 QG33 (asteroide 38030) é um asteroide da cintura principal. Possui uma excentricidade de 0.24861260 e uma inclinação de 3.34182º.
Este asteroide foi descoberto no dia 17 de agosto de 1998 por LINEAR em Socorro.